# Anthony Zambrano
Anthony José Zambrano de la Cruz, född 17 januari 1998, är en colombiansk kortdistanslöpare.

## Karriär
Vid Världsmästerskapen i friidrott 2019 tog Zambrano silver på 400 meter. Vid olympiska sommarspelen 2020 i Tokyo tog han silver på 400 meter efter ett lopp på 44,08 sekunder.